# Hoesung Lee
Pour les articles homonymes, voir Lee.
Hoesung Lee (en coréen : 이회성, I Hoeseong) est un économiste et professeur d'université sud coréen né le 31 décembre 1945.
Il fut président du Groupe d'experts intergouvernemental sur l'évolution du climat (GIEC) du  6 octobre 2015 au 28 juillet 2023.

## Biographie
Hoesung Lee est titulaire d'une licence universitaire en lettres en sciences économiques de l'université nationale de Séoul et d'un doctorat en économie de l'université Rutgers.
Il est professeur dans le domaine de l'influence du climat sur l'économie, sur l'énergie et le développement durable à la Graduate School of Energy, Environment, Policy & Technology à l'université de Corée.
De 1975 à 1978, il travaille dans la firme Exxon comme économiste chargé du développement stratégique et du plan d'entreprise.
Le 6 octobre 2015, il est élu président du Groupe d'experts intergouvernemental sur l'évolution du climat (GIEC) lors de l'assemblée plénière du GIEC tenue à Dubrovnik.
Il est le frère de Lee Hoi-chang, un homme politique sud-coréen qui fut Premier ministre en 1994.

## Publications
- Hoesung Lee et Jin-Gyu Oh, "Mitigation initiatives: Korea’s expériences", dans : Climate Policy, 2, Nr. 2–3, septembre 2002.
- Hoesung Lee et Dennis Eklof, "Refining in the Far East: Its Potential and Constraints", dans : The Energy Journal, 15, 1994.
- Hoesung Lee, Korea Energy Economics Institute (édit.): The Role of Technology Transfer in Coping with Global Warming: The Case of Korea, 1993.
- Hoesung Lee, Energy outlook and environmental implications for Korea, dans : Energy, 16, Nr. 11, 1991.
- Hoesung Lee, "Korea's energy outlook", dans : Energy, 6, Nr. 8, 1981.